# Theodor Bergk
Wilhelm Theodor von Bergk, född 22 maj 1812 i Leipzig, död i kurorten Ragaz i Schweiz 20 juli 1881, var en tysk filolog, son till Johann Adam Bergk. 
Bergk blev professor 1842 på Marburg, 1852 på Freiburg och 1857 på Halle. År 1869 lämnade han professuren av hälsoskäl men fortsatte sin vetenskapliga verksamhet, nu på ett friare sätt. 
Bergks viktigaste verk är Poetae lyrici graeci (1843; 5:e upplagan, utgiven av Schröder 1900) och Geschichte der griechischen Litteratur (I, 1872; II-IV utgavs 1883-87 av Hinrichs och Peppmüller). 
Dessutom gjorde han kritiska redigeringar av Anakreon (1834), Aristofanes (3:e upplagan 1872) och Sofokles tragedier (1858) samt ett antal mindre uppsatser i klassisk filologi.